# Milton (Virginie-Occidentale)
Pour les articles homonymes, voir Milton.
Milton est une ville américaine située dans le comté de Cabell en Virginie-Occidentale.
Selon le recensement de 2010, Milton compte 2 423 habitants. La municipalité s'étend sur 1,58 milles carrés (4,09 km2), dont 1,54 milles carrés (3,99 km2) de terres.
La ville doit son nom à Milton Reece, le propriétaire de la ferme où elle fut fondée en 1872.